# Ентероморфа кишечниця
Ентероморфа кишечниця (Ulva intestinalis) — вид зелених водоростей роду ульва (Ulva), родини ульвові (Ulvaceae). Раніше відносився до роду Enteromorpha.

## Характеристика
Таломи мають довжину 10-30 см при ширині 6-18 мм. Мають округлу форму на кінці.

## Поширення

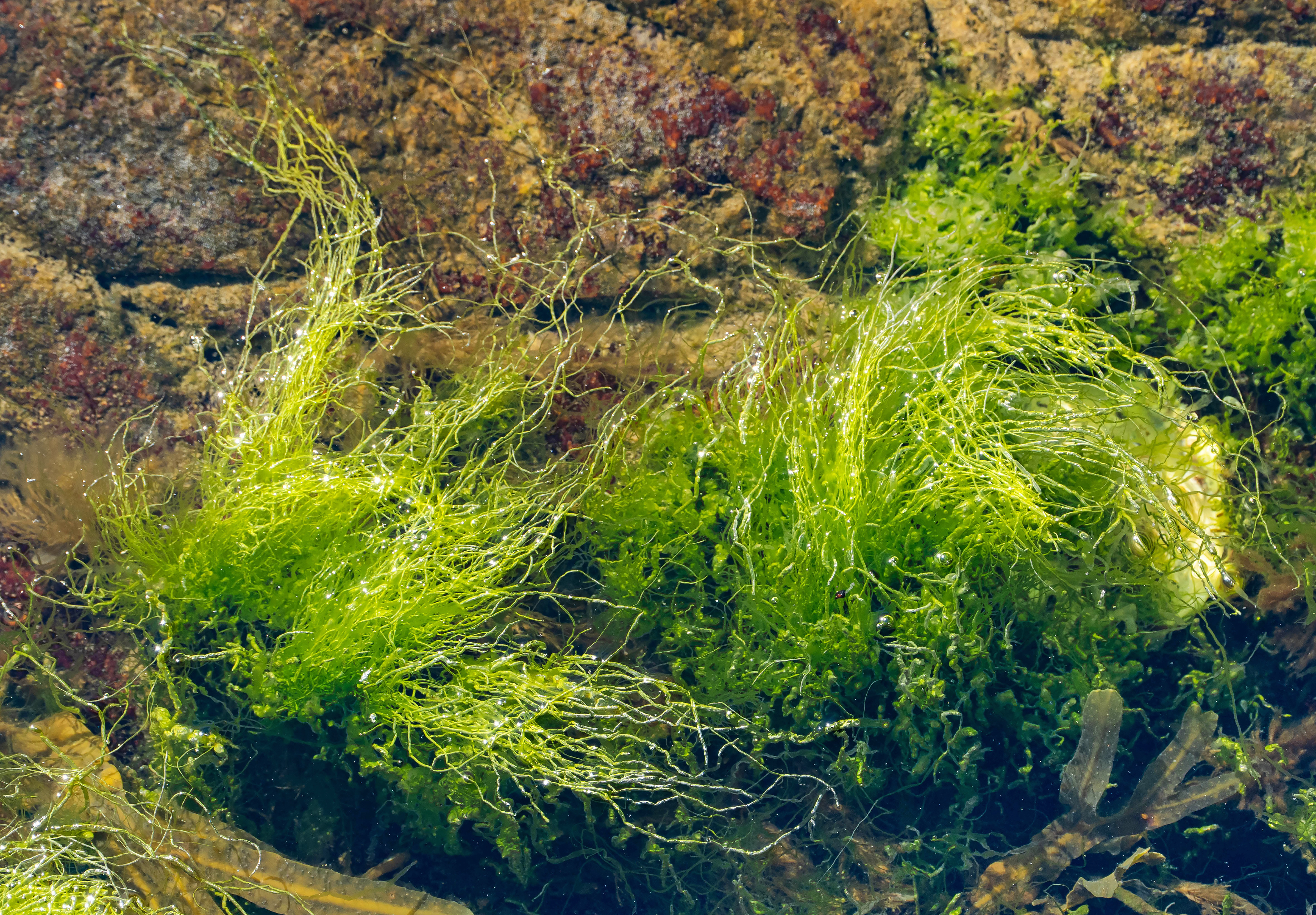
Ентероморфа кишечниця

У басейні Тихого океану зустрічаються у Беринговому морі біля Аляски, Алеутських островів, Японії, Кореї, Мексики і Росії. У Атлантичному басейні поширений біля Ізраїлю, уздовж узбережжя Європи: Азори, Бельгія, Данія, Ірландія, Польща, а також у Балтійському і Середземному морях. Вказуються також для Чорного моря,

## Практичне використання
Рослина їстівна у сирому і сушеному вигляді. 